# Provincia de Khon Kaen
Khon Kaen (en tailandés: ขอนแก่น) es una de las provincias de Tailandia, situada en la zona nordeste del país y que limita, en el sentido de las agujas del reloj, con las provincias de Nongbua Lamphu, Udon Thani, kalasin, Maha Sarakham, Buriram, Nakhon Ratchasima, Chaiyaphum, Phetchabun y Loei. Se encuentra en la zona central de la meseta de Khorat, bañada por el río Chi.

## Historia
La primera ciudad de la zona se creó en 1783 cuando se estableció allí Rama I con 330 personas. El rey Rama I fue el primer gobernador de la zona cuando estableció relaciones más estables y regulares con la zona de Isan. La ciudad principal, Khon Kaen, fue trasladada en seis ocasiones, hasta que en 1879 se asentó de manera definitiva donde hoy se encuentra. Khon Kaen se convirtió en el centro administrativo de la zona a principios del siglo XX.

## Símbolos
El emblema de la provincia muestra la estupa de Phra Eso Kham Kaen, que se cree que contiene reliquias de Buda. Se representan dos árboles a cada lado del emblema, un Baniano (Ficus benghalensis), el otro una Cassia fistula, cuya flor es también símbolo provincial. El árbol provincial es la Cassia bakeriana, que en tailandés significa Árbol de los deseos.

## División administrativa
La provincia se divide en 26 distritos (Amphoe) que, a su vez, se dividen en 198 comunas (tambon) y 2139 aldeas (muban).
| 1. Mueang Khon Kaen 2. Ban Fang 3. Phra Yuen 4. Nong Ruea 5. Chum Phae 6. Si Chomphu 7. Nam Phong 8. Ubolratana 9. Kranuan 10. Ban Phai | 1. Pueai Noi 2. Phon 3. Waeng Yai 4. Waeng Noi 5. Nong Song Hong 6. Phu Wiang 7. Mancha Khiri 8. Chonnabot 9. Khao Suan Kwang 10. Phu Pha Man | 1. Sam Sung 2. Khok Pho Chai 3. Nong Na Kham 4. Ban Haet 5. Non Sila 1. Wiang Kao |